# James E. Sullivan
James Edward Sullivan (* 18. November 1862 in New York City, New York; † 16. September 1914 ebenda) war ein irisch-amerikanischer Sportfunktionär, einer der Begründer des organisierten amerikanischen Sports und Verantwortlicher für die Durchführung der Olympischen Spiele 1904.

## Leben
Nach der Schule begann Sullivan mit 16 Jahren im Verlag Frank Leslie's Publications als Journalist und Redakteur. 1880 gab er seine eigene Zeitschrift heraus, die The Athletics News. Daneben begann er mit Sportbüchern und der Herstellung sowie dem Vertrieb von Sportartikeln, für die er in seiner Zeitschrift warb. Mit 15 Jahren begann er mit der Leichtathletik, mit 16 und mit 17 wurde er Vereinsmeister (Pastime Athletic Club) im Mehrkampf. Er engagierte sich auch in der Organisation von Wettkämpfen und gehörte zu den Gründern des Amerikanischen Sportbundes, der Amateur Athletic Union (AAU) im Jahr 1888, war Generalsekretär-Schatzmeister von 1889 bis 1906, dann Präsident von 1906 bis 1909. Er war außerdem der Vorsitzende der irischen Sportvereine des Staates New York und Mitglied des New York City Board of Education von 1908 bis 1912. Sullivan war auch der Organisator und der zweite Präsident der Outdoor Recreation League, einem Vorläufer der Playground Association of America.
1904 war er für die Sportveranstaltungen während der Weltausstellung in St. Louis verantwortlich und damit zugleich der Direktor der Olympischen Spiele und des Olympic Games Committee (OGC). Pierre de Coubertin hielt Sullivan für einen ungebildeten Geschäftemacher, einen Sportfunktionär übelster Sorte, den er für die „Leprakrankheit“ des Sports hielt. Nun war er von Sullivan ausgebootet worden, weshalb Coubertin nicht einmal nach St. Louis zu seinen Spielen fuhr und stattdessen eine Woche vor Beginn der Spiele in London zur 6. Session des IOC einlud. Bei den Olympischen Spielen 1908 in London versuchte Sullivan die amerikanischen Leichtathletikregeln gegenüber den englischen des Veranstalters durchzusetzen und reichte täglich wenigstens einen Protest ein. In der Folge wurde bei den nächsten Olympischen Spielen der internationale Leichtathletikverband IAAF gegründet, um das Regelwerk international verbindlich zu machen. 1911 wurde er bei einem Zugunglück in Fort Wayne, Indiana, schwer verletzt. 1914 starb er an den Folgen einer Operation. Seit 1930 ehrt die AAU ihn jährlich, indem der beste Amateursportler des Jahres mit dem James E. Sullivan Memorial Award ausgezeichnet wird.  1977 wurde er in die National Track and Field Hall of Fame aufgenommen.